# Laura Nicholls
Pour les articles homonymes, voir Nicholls.
Laura Nicholls, née le 26 février 1989 à Santander (Espagne) est une joueuse internationale espagnole de basket-ball, évoluant au poste d’intérieur pour le club russe de Nadejda Orenbourg ainsi qu'en équipe nationale d’Espagne.

## Parcours en club
À l'âge de 14 ans, Laura Nicholls quitte sa Cantabrie natale pour rejoindre un des meilleurs centres de formation du basket-ball féminin espagnol, Segle XXI, situé à Barcelone. Un an après, elle joue ses premiers matchs en Ligue Féminine 2 et réalise des statistiques de 9,3 points et 9 rebonds. Ses performances s'améliorent d'année en année pour atteindre 10,3 points et 12,3 rebonds en 2006-2007. Pendant ces trois saisons, le club évolue entre la 15e et 25e place du championnat.
En 2007, elle signe avec le Real Club Celta (Vigo) et fait ses premières armes en Ligue féminine d'Espagne. En deux ans, le club se situe à la 7e puis 9e place du championnat. Laura Nicholls apporte en moyenne 8,9 points et 7 rebonds. En 2009, elle effectue une saison en demi-teinte (5,4 points et 5,7 rebonds) à Hondarribia Irun qui se classe 11e.
À 21 ans, elle rejoint pour quatre saisons le club madrilène Rivas Ecópolis, alors 3e du championnat et comptant des joueuses de haut niveau comme Amaya Valdemoro et Elisa Aguilar. Elle prend progressivement sa place au sein de l'équipe, passant de 3,5 points, 3,4 rebonds en 16,4 minutes de jeu en 2010-2011 à 11,5 points, 7,2 rebonds en 27,6 minutes en 2013-2014. En février 2013, elle rompt son contrat pendant un mois pour « raisons personnelles » et retourne dans sa famille à Santander. Après avoir été vice-champion d'Espagne en 2013, Rivas Ecópolis remporte le titre pour la première fois de son histoire en 2014 face à Perfumerias Avenida Salamanque, 2 victoires à 0. Laura Nicholls est nommée meilleure joueuse (Jugadora más valorada) avec 16 points, 10 rebonds et 29 d'évaluation en finale. Elle-même considère cette année comme « la meilleure de sa carrière sportive », avec « plus de minutes de jeu et de responsabilités » lui permettant de « grandir et d'être plus sure de [son] jeu ». L'équipe gagne aussi la Coupe de la Reine en 2011 (face à Ros Casares Valence) et en 2013 (face à Perfumerias Avenida).
Avec Rivas Ecópolis, Laura Nicholls a aussi désormais l'occasion de se frotter aux meilleures joueuses européennes dans le cadre de l'Euroligue. En 2012, après une saison qualifiée d'« impressionnante et spectaculaire » par les experts de la FIBA, Madrid atteint pour la première fois de son histoire la finale de la compétition mais perd face à Ros Casares Valence 52-65. Laura Nicholls apporte cette année-là 7,6 points, 6,5 rebonds et 1,4 passe. Tijana Krivačević, une de ses coéquipières, la décrit alors comme « une guerrière, une grande battante qui se donne toujours à fond dans chaque jeu ». En 2013-14, Laura Nicholls présente sa meilleure performance en Euroligue avec 14 points, 8,6 rebonds et 1,5 passe même si le club est éliminé au second tour.
En juin 2014, à la suite de nombreuses difficultés financières et dans un contexte plus général de crise économique en Espagne, Rivas Ecópolis est obligé de renoncer à sa place en Euroligue pour la saison suivante et perd par la même occasion la quasi-totalité de son effectif. Comme nombreuses de ses coéquipières en sélection nationale, Laura Nicholls choisit de s'expatrier et rejoint le club turc Abdullah Gül Üniversitesi (anciennement appelé Kayseri Kaski) alors 3e du championnat turc et 8e de l'Euroligue 2014.
Pour l'Euroligue 2015, AGÜ Spor Kulübü est éliminé au premier tour, se classant 5e du groupe B. Laura Nicholls apporte 6,4 points, 5,2 rebonds et 1,5 passe pour 25,8 minutes de jeu par match. Fin mars, le club annonce rompre le contrat de la joueuse pour cause de blessure. La moyenne de Laura Nicholls en ligue turque est alors de 8,7 points et 5,1 rebonds.
En juin 2015, Laura Nicholls signe avec le club de Varsovie, Wisla Can-Pack, champion en titre de Pologne.

## Parcours en sélection nationale
En sélection nationale jeune, Laura Nicholls remporte trois médailles d'or (en 2004, 2005 et 2006) et deux médailles d'argent (en 2007 et 2009).
Sa première expérience en équipe nationale senior a lieu lors des Jeux olympiques de Pékin en 2008 où l'Espagne termine à la cinquième place. À 19 ans, elle est alors la plus jeune de l'équipe, aux côtés d'Alba Torrens. Malgré un temps de jeu limité (7,6 minutes; 2,4 points et 2,8 rebonds en moyenne par match), la Fédération Espagnole de Basket considère qu'elle a déjà "un avenir prometteur. (...) Sa mission dans cette équipe était d'apprendre et d'entrer dans la dynamique de la sélection senior. (...) elle fera partie de cette équipe pendant de nombreuses années."
L'année suivante, elle remporte la médaille de bronze lors du Championnat d'Europe 2009 en Lettonie, apportant 5,8 points, 4,8 rebonds et 1 passe pour 18 minutes de jeu. Sa meilleure performance est celle du premier match de la compétition, contre la République tchèque : elle compte 11 points et 11 rebonds.
L'Espagne monte pour la première fois de son histoire sur le podium du Championnat du monde, en 2010 en République tchèque. Elle remporte la médaille de bronze en battant la Biélorussie 77-68. Laura Nicholls apporte 4 points et 3,2 rebonds.
Pourtant prétendantes au titre lors du Championnat d'Europe en 2011 en Pologne, les Espagnoles sont éliminées dès le second tour. Laura Nicholls ne joue que 3 matchs sur 6, pour un temps de jeu limité à 6,7 minutes. Ses statistiques sont de 1,3 point et 1,3 rebond. Cette défaite est lourde de conséquences pour l'équipe qui est de facto non-qualifiée pour les Jeux olympiques de Londres en 2012 et est obligée de passer par un tournoi qualificatif pour pouvoir participer au championnat d'Europe de l'année suivante.
Lors de ce tournoi à l'été 2012, et désormais sous le coaching de Lucas Mondelo, Laura Nicholls gagne nettement en temps de jeu (25 minutes en moyenne) et réalise 4,8 points, 7,9 rebonds (2e meilleure statistique de l'équipe) et 1 passe.
Des mots du Président de la Fédération Espagnole de Basket, la sélection féminine enchaîne ensuite les victoires « historiques ». En juin 2013, elle remporte pour la première fois une médaille d'or en Championnat d'Europe, en battant en finale la France. Les statistiques de Laura Nicholls sont de 3,4 points, 2,2 rebonds et 0,6 passe pour 13,9 minutes de jeu. L'année suivante, les Espagnoles gagnent la médaille d'argent au Championnat du monde de basket-ball féminin en Turquie. Désormais membre du cinq majeur, Laura Nicholls y réalise sa meilleure performance avec l'équipe senior : 6,5 points, 9,2 rebonds, 1,8 interception et 1,5 passe pour 30,2 minutes de jeu. Elle se classe 4e de la compétition en nombre de rebonds et d'interceptions par match.
La FIBA commente ainsi le rôle de Laura Nicholls en 2014 : " L'intérieure s'est fermement établie comme le pilier principal de la raquette espagnole. (...) Une joueuse vorace et superbe au rebond, avec une inclination à faire le sale boulot à l'intérieur, sa présence physique et ses capacités défensives sous le panier n'ont pas de prix. Elle est aussi le meilleur contreur de l'effectif. (...) Elle fait maintenant partie de la colonne vertébrale de l'équipe senior."
Défaite en demi-finales par la France, l'Espagne obtient la médaille de bronze de l'Euro 2015 grâce à une victoire 74 à 58 face à la Biélorussie. Elle se qualifie par la même occasion pour le tournoi préolympique de 2016. Laura Nicholls apporte 7,2 rebonds en moyenne par match, soit la 2e meilleure statistique de l'équipe, et dont 16 rebonds lors du quart de finale face au Monténégro. Elle apporte aussi 8,1 points et 1,5 passe pour 27 minutes de jeu en moyenne. 
Lors de la coupe du monde 2018, l'équipe obtient la médaille de bronze, cette fois face à la Belgique.

## Clubs
- 2004-2007 :  Segle XXI (LF2)
- 2007-2009 :  Celta Vigo
- 2009-2010 :  Hondarribia-Irún
- 2010-2014 :  Rivas Ecópolis
- 2014-2015 :  AGÜ Kayseri
- 2015-2016 :  Wisła Can-Pack Cracovie
- 2016-2017 :  Virtus Eirene Raguse
- 2017-2018 :  Perfumerias Avenida Salamanque
- 2019-2020 :  Nadejda Orenbourg
- 2019-2020 :  Fenerbahçe İstanbul
- 2020-2021 :  Basket Saragosse 2002
- 2021 :0000  Fenerbahçe İstanbul

## Palmarès

### Clubs
- Vainqueur de la Coupe de la Reine : 2011, 2013[46]
- Championne d'Espagne : 2014[8]
- Vice-championne d'Espagne : 2013[8]
- Vice-championne d'Euroligue : 2012[13]

### Sélection nationale
- Médaille d'or Championnat d'Europe cadettes 2004 à Bielsa (Italie)
- Médaille d'or Championnat d'Europe cadettes 2005 à Poznań (Pologne)
- Médaille d'or Championnat d'Europe juniores 2006 à Tenerife (Espagne)
- Médaille d'argent Championnat d'Europe juniores 2007 à Novi Sad (Serbie)
- Médaille de bronze Championnat d'Europe de basket-ball féminin 2009 en Lettonie
- Médaille d'argent championnat d'Europe des 20 ans et moins 2009 à Gdynia (Pologne)
- Médaille de bronze Championnat du monde de basket-ball féminin 2010 en République tchèque
- Médaille d'or au championnat d'Europe 2013 en France
- Médaille d’argent du Championnat du monde 2014[47]
- Médaille de bronze au championnat d'Europe 2015[43] en Hongrie et Roumanie
- Médaille d'argent aux Jeux olympiques de 2016[48]
- Médaille d'or au championnat d'Europe 2017 en République tchèque
- Médaille de bronze à la coupe du monde 2018[45]
- Médaille d'or au Championnat d'Europe 2019 à Belgrade (Serbie)[49]